# Новая Чабья
Но́вая Чабья́ (тат. Яңа Чәбия) — деревня в Кукморском районе Республики Татарстан, в составе Ныртинского сельского поселения.

## Этимология названия
Топоним произошёл от татарского слова «яңа» (новый) и ойконима «Чәбия» (Чабья).

## География
Деревня находится в верховье реки Баш-Арбаши, в 31 км к югу от районного центра, города Кукмора.

## История
Основание деревни Новая Чабья (также была известна под названием Верхняя Чабья) относят к середине XVIII века.
В сословном плане, вплоть до 1860-х годов жителей деревни причисляли к государственным крестьянам. Их основными занятиями в то время были земледелие, скотоводство.
По сведениям из первоисточников, в начале XX века в деревне действовали мечеть, мектеб.
С 1930 года в деревне работали коллективные сельскохозяйственные предприятия, с 2007 года — сельскохозяйственные предприятия в форме ООО.
Административно, до 1920 года деревня относилась к Мамадышскому уезду Казанской губернии, с 1920 года — к Мамадышскому кантону, с 1932 года (с перерывом) — к Кукморскому району Татарстана.

## Население
Динамика
По данным переписей, население деревни увеличивалось с 26 душ мужского пола в 1782 году до 488 человек в 1908 году. В последующие годы численность населения деревни уменьшалась и в 2017 году составила 55 человек.
Национальный состав
Согласно результатам переписи 2002 года, в национальной структуре населения села татары составляли 100% из 86 человек.

## Экономика
Полеводство.

## Религиозные объекты
Действует молельный дом (с 2000 года).